# Oeneis celimene
Oeneis celimene är en fjärilsart som beskrevs av Pieter Cramer 1782. Oeneis celimene ingår i släktet Oeneis och familjen praktfjärilar. Inga underarter finns listade i Catalogue of Life.